# شهرک کلیله و دمنه
شهرک کلیله و دمنه یک مجموعه نمایشی ایرانی در ژانر عروسکی و خانوادگی به نویسندگی کوروش نریمانی، کارگردانی مرضیه برومند و تهیه‌کنندگی سید مصطفی احمدی است. این مجموعه روزهای جمعه از اردیبهشت ۱۴۰۱ در پلتفرم فیلم‌نت منتشر می‌شود.

## خلاصه داستان
وقتی طبیعت از بین برود و به جای درخت، آهن و سیمان از زمین بروید، جانور بیچاره هم‌راهی به جز شهرنشینی ندارد. ختن و خمار، دو آهوی جوان قصه هم به امید زندگی بهتر سرزمین مادریشان، دشت ناز را می‌فروشند و در شهرک کلیله و دمنه یک آپارتمان کوچک می‌خرند.

## قسمت‌ها
- قسمت اول: دشت ناز
- قسمت دوم: غربت
- قسمت سوم: دم شیر
- قسمت چهارم: سورپرایز
- قسمت پنجم: مبل
- قسمت ششم: آسانسور
- قسمت هفتم: مدیر
- قسمت هشتم: سلبریتی (فلد اسپات، بخش اول)
- قسمت نهم: فلد اِسپات (فلد اسپات، بخش دوم)
- قسمت دهم: سوشی (فلد اسپات، بخش سوم)
- قسمت یازدهم: سیزیف

## صداپیشگان، عروسک‌گردان‌ها و شخصیت‌ها
| شخصیت     | صداپیشه             | عروسک‌گردان          | توضیح                                                           |
| --------- | ------------------- | ------------------- | --------------------------------------------------------------- |
| ختن       | آزاده مویدی‌فرد      | نگار شهبازی         | آهو، همسر خمار                                                  |
| خمار      | امیرحسین صدیق       | هانی حسینی          | گوزن، همسر ختن، مهندس بیکار                                     |
| عطایی     | علیرضا ناصحی        | علی اعتصامی‌فر       | قورباغه، سلطان صدا                                              |
| عووقی     | بهادرمالکی          | علی پاکدست          | سگ، لابی من ساختمان                                             |
| شیربانو   | فریبا جدیکار        | مرجان نامور آزاد    | شیر، همسر شیرخان، عروس شیرالملوک، پرستار                        |
| شیرخان    | مسعود کرامتی        | علی پاکدست          | شیر، همسر شیربانو، پسر شیر الملوک، بازیگر سیرک                  |
| شیرو      | بهزاد عمرانی        | علی اعتصامی‌فر       | شیر، پسر شیربانو و شیرخان، برادر شیرزاد، دوست‌پسر سمورا، خواننده |
| شیرزاد    | امیر میرآقا         | محمد اعلمی          | شیر، ورزشکار، پسر شیربانو و شیرخان، برادر شیرو                  |
| شیرالملوک | مرضیه برومند        | علی پاکدست          | شیر، مادر شیرخان                                                |
| زردک‌زاده  | محمدرضا مالکی       | علی اعتصامی‌فر       | خرگوش، همسایه، کارمند                                           |
| غال       | محمد عسگری          | پیمان فاطمی         | شغال، مشاور املاکی                                              |
| ویج‌ویج    | مرجان پورغلامحسین   | محمد اعلمی          | خرگوش، همسایه، همسر زردک‌زاد                                     |
| پیشت‌آقا   | نادر برهانی مرند    | محمد اعلمی          | گربه، همسر کتی، پدر کت کت، صاحب سوپر مارکت                      |
| قوچنبک    | یوسف بختیاری        | علی پاکدست          | قوچ، پدر قوچی، مکانیک                                           |
| کتی       | مریم سعادت          | نگار شهبازی         | گربه، همسر پیشت آقا، مادر کت کت                                 |
|           |                     |                     |                                                                 |
| کیت کت    | آذین رئوف           | مرجان نامورآزاد     | گربه، بچهٔ پیشت‌آقا و کتی                                         |
|           |                     |                     |                                                                 |
| قوچی      | سید سعید موسوی راضی | مرجان نامور آزاد    | قوچ، پسر قوچنبک، دانش‌آموز                                       |
| هانی‌خرسه  | ژاله صامتی          | محمد اعلمی          | خرس، همسایه                                                     |
| فکل       | نازی خاتمی          | فروزان بهرام‌پور     | فک، همسر فکاهی                                                  |
| فکاهی     | مهیار مجیب          | محمد اعلمی          | فک، همسر فکل                                                    |
| عنبر      | امیر میرآقا         | علی اعتصامی‌فر       | مارمولک، شاگرد سوپرمارکت پیشت‌آقا                                |
| دم‌جوان    | فرزاد حسنی          | علی اعتصامی‌فر       | روباه، دلال هنری                                                |
| سمورا     | لیلی رشیدی          | نگار شهبازی         | سمور، هم‌خانهٔ تشیلا، دانشجو، دوست دختر شیرو، نقاش و نوازنده      |
| تشیلا     | آنالی شکوری         | مرجان نامورف        | خارپشت، هم‌خانهٔ سمورا، دانشجو                                    |
| موسیو     | محمدرضا مالکی       | سید سعید موسوی راضی | گراز، صاحب کافه                                                 |

## عوامل
- طراح و کارگردان: مرضیه برومند
- تهیه‌کننده: مصطفی احمدی
- نویسنده: کوروش نریمانی
- دستیار اول کارگردان و برنامه‌ریز: مرجان پورغلامحسین
- تدوینگر: سهراب شاه محمدلو
- منشی صحنه: سیمین آزادی
- موسیقی متن: بهرام دهقانیار
- جلوه‌های ویژه: محمد سخنور، مصطفی مطوری
- طراح عروسک: امیرحسین صدیق
- سرپرست کارگاه ساخت عروسک: محمد اعلمی
- ساخت عروسک: بنفشه بدیعی، علی اعتصامی فر،
- گروه ساخت عروسک:، منیر مولوی زاده، سعید موسوی راضی، هانیه طاهباز، اعظم صانعی، آرش مصطفایی، مرضیه سرمشقی، امیر اصفحانی زاده
- طراح استوری برد: احسان نصرتی
- طراح لباس: نازی خاتمی
- دستیار لباس: مهسا فلاح[۳]
- مسئول نگهداری عروسک: سید سعید موسوی راضی

## انتشار
این مجموعه به صورت اختصاصی از پلتفرم فیلم نت منتشر شده است.